# Politique en Bulgarie
La politique en Bulgarie se déroule dans le cadre institutionnel d'une république multipartite à régime parlementaire, où le président est chef de l'État et le Premier ministre chef du gouvernement. Le pouvoir exécutif est exercé par le gouvernement tandis que le pouvoir législatif est partagé entre le gouvernement et l'Assemblée nationale. Le pouvoir judiciaire est indépendant des deux premiers.

## Pouvoir exécutif
| Fonction                         | Nom              | Parti | Depuis                           |
| -------------------------------- | ---------------- | ----- | -------------------------------- |
| Président de la République       | Roumen Radev     |       | 22 janvier 2017 (réélu en 2021)  |
| Vice-présidente de la République | Iliana Iotova    |       | 22 janvier 2017 (réélue en 2021) |
| Premier ministre                 | Rossen Jeliazkov | GERB  | 16 janvier 2025                  |

Le président de la République est élu pour cinq ans au suffrage universel direct. Il commande les forces armées, propose la nomination du Premier ministre au Parlement et promulgue les lois sur lesquelles il dispose d'un droit de veto partiel (si les députés approuvent une seconde fois le texte, il doit être promulgué). Il est assisté dans ses fonctions par un vice-président élu sur le même « ticket » que lui, en tant que colistier.
Le Premier ministre est élu par le Parlement dont il doit avoir la confiance. Il préside le Conseil des ministres et dirige le gouvernement dont il nomme les membres.

## Pouvoir législatif
L’Assemblée nationale, monocamérale, compte 240 membres élus pour quatre ans au suffrage universel, direct, égal et secret. Le scrutin est régional et se fait selon un mode de scrutin mixte avec 31 sièges pourvus au scrutin majoritaire à un tour dans chacune des circonscriptions, et les 209 sièges restants selon la règle de la représentation proportionnelle avec un quorum de 4 % des voix. L'Assemblée nationale adopte les lois, ratifie les traités internationaux, approuve le budget, déclare la guerre et contrôle le gouvernement.

## Partis politiques et élections

### Résultats des élections législatives

#### 2005
| Parti                                | % 2005 | Sièges 2005 | % 2001                    | Sièges 2001 |
| ------------------------------------ | ------ | ----------- | ------------------------- | ----------- |
| Coalition pour la Bulgarie           | 34,17  | 82          | 17,15                     | 48          |
| Mouvement national Simeon II         | 22,08  | 53          | 42,74                     | 120         |
| Mouvement des droits et des libertés | 14,17  | 34          | 7,45                      | 21          |
| Ataka                                | 8,75   | 21          | -                         | -           |
| Union des forces démocratiques       | 8,33   | 20          | 18,18                     | 51          |
| Démocrates pour une Bulgarie forte   | 7,08   | 17          | Scission de l'UFD en 2004 |             |
| Union du peuple bulgare              | 5,43   | 13          | Inexistant                | Inexistant  |

Lors des élections du 25 juin 2005, la Coalition pour la Bulgarie, formée autour du Parti socialiste bulgare de Sergueï Stanichev est arrivé en tête des suffrages devant le Mouvement national Simeon II du Premier ministre Simeon Sakskoburggotski, le Mouvement des droits et des libertés (MRF) de la minorité turque et le parti d'extrême droite Ataka (Attaque !). Il y avait 22 listes nationales de candidats, plus des listes ne se présentant que dans certaines circonscriptions. La liste Euroroma, un parti tzigane, n'a obtenu aucun siège malgré les candidatures très médiatisées de diverses personnalités (chanteurs, ex-playmate devenue actrice pornographique, etc.).

#### 2009
| Parti                            | % 2009 | Sièges 2009 | % 2005                                     | Sièges 2005 |
| -------------------------------- | ------ | ----------- | ------------------------------------------ | ----------- |
| GERB                             | 39,71  | 116         | -                                          | -           |
| Coalition pour la Bulgarie       | 17,7   | 40          | 34,17                                      | 82          |
| Mouvement des droits et libertés | 14,46  | 38          | 14,17                                      | 34          |
| Ataka                            | 9,37   | 21          | 8,75                                       | 21          |
| Coalition bleue                  | 6,73   | 15          | 15,41 UFD et DBF ensemble                  | 37          |
| Ordre, légalité, justice         | 4,13   | 10          | Scission de l'UFD, le DBF et l'UPB en 2005 | -           |

À la suite des élections du 5 juillet 2009, le Mouvement national Siméon II ne fait plus partie du parlement bulgare et les partis Démocrates pour une Bulgarie forte et Union des forces démocratiques ont formé la Coalition bleue qui est représentée au 41e parlement. Le nouveau parti dans le parlement s'appelle Ordre, légalité, justice.